# محمدرضا سعادتی
سید محمدرضا سعادتی (۱۳۲۳، شیراز – ۱۳۶۰، تهران) از چهره‌های شاخص سازمان مجاهدین خلق ایران بود. وی متهم به ارتباط با کشور بیگانه و جاسوسی برای اتحاد جماهیر شوروی بود.
سعادتی هنگام در اختیار گذاشتن پرونده سرلشکر مقربی به ولادیمیر فنسینکو (دبیر اول سفارت شوروی) در ۲ شهریور ۱۳۵۸ توسط کمیته مستقر در سفارت آمریکا (گروه ماشالله قصاب) دستگیر شد.
وی توسط موسوی تبریزی به ۱۰ سال زندان محکوم شد اما پس از وقایع خرداد و تیر ۱۳۶۰ اعدام گردید.

## زندگی
سیدمحمدرضا سعادتی در سال ۱۳۲۳ در شیراز متولد شد، پدرش سیدعلی سعادتی روحانی کم‌بضاعتی بود. محمدرضا پس از طی تحصیلات ابتدایی و متوسطه در سال ۱۳۴۱ با رتبه ۲ و بورسیه دولتی در دانشکده فنی دانشگاه تهران پذیرفته و در سال ۱۳۴۵ در رشته مهندسی برق فارغ‌التحصیل شد. او در دوران سربازی به عنوان سپاه ترویج آبادانی و مسکن در ایلام مشغول کار شد و پس از پایان خدمت وظیفه در سال ۱۳۴۷ به استخدام کارخانه ذوب آهن اصفهان درآمد. یکسال بعد سعادتی به دایره مهندسی ستاد نیروی هوایی منتقل شد و دو سال و نیم در آن مرکز به کار پرداخت. هم‌زمان با کمک برادران جلال‌زاده، شرکتی تحت عنوان نولکو را به ثبت رساند و از طریق جلال‌زاده‌ها با مهدی رضایی آشنا شد و به عنوان سمپات به همکاری با سازمان مجاهدین خلق پرداخت.
سعادتی یکی از کسانی بود که از ضربه شهریور ۱۳۵۰ ساواک به سازمان مجاهدین که منجر به دستگیری گروه کثیری از نیروهای این گروه شد جان به در برد، اما در اردیبهشت ۱۳۵۱ به دنبال دستگیری مهدی رضایی، سعادتی نیز به همراه همسرش ناهید جلال‌زاده دستگیر شدند. سعادتی در دادگاه به حبس ابد محکوم شد و در زندان به گروه مسعود رجوی پیوست.

## واکنش‌ها به دستگیری
سران سازمان در اولین واکنش به دستگیری سعادتی نزد رهبر انقلاب روح‌الله خمینی رفتند. در این دیدار که در قم انجام شد، مسعود رجوی، موسی خیابانی و تنی چند از اعضای سازمان حضور داشتند. روزنامه کیهان تیتر بزرگی از صفحه اول شنبه ۸ اردیبهشت را به این دیدار اختصاص داد.
با به نتیجه نرسیدن لابی‌ها سازمان مجاهدین خلق یکماه پس از دستگیری سعادتی رسماً این موضوع را اعلام نمود و ضمن رد اتهام جاسوسی نسبت به جلوگیری از ملاقات وی با همسرش و عدم دسترسی‌اش به وکیل اعتراض نمودند. از ۲۵ خرداد ۵۸ تا ۹ تیرماه آن سال سازمان مجاهدین بیش از ۷ اطلاعیه در حمایت از وی صادر نمود که به توجیه عمل او در برقراری ارتباط با شوروی و ادعای شکنجه وی می‌پرداخت. همچنین خانواده‌های هوادار مجاهدین به سرپرستی خانواده رضایی و بدیع زادگان تحصنی را در مقابل وزارت دادگستری ترتیب دادند و خواستار آزادی سعادتی شدند. این تحصن تنها زمانی خاتمه یافت که طالقانی اطمینان داد سعادتی بزودی آزاد خواهد شد.
در تیرماه ۵۸ اطلاعیه‌ای با امضای ۴۲ تن از شاعران و نویسندگان چپگرا از جمله احمد شاملو، سیمین بهبهانی، گلی ترقی و… منتشر شد و سعادتی را «گروگان آزادی در چنبر تهمت‌ها و افتراهای مرموز» خواندند و خواهان آزادی او شدند.
سعادتی خود نیز در نامه‌ای به دادستان کل، خواستار حضور نماینده‌ای از سازمانش شد اما به رغم اشتراک این پیشنهاد از سوی گروه‌های مختلف، از آنجا که بیم دستگیری افراد مراجعه‌کننده می‌رفت و اکبر طریقی هم بعد از مراجعه بازداشت شد، سازمان نماینده خود را به دادگاه وی نفرستاد.

## حاشیه‌های پرونده در سالهای بعد
عبدالکریم لاهیجی حقوقدان و وکیل مدافع سعادتی، ۳۱ بعد در مصاحبه‌ای با رادیو فردا گفت: «وقتی که محمد رضا سعادتی دستگیر شد من برای شرکت در کنفرانسی در اروپا بودم. از طریق روزنامه‌ها مطلع شدم که سازمان مجاهدین خلق از من تقاضا کرده که وکالت محمد رضا سعادتی را در این پرونده بپذیرم. وقتی که به تهران برگشتم آیت‌الله طالقانی هم (که من وکیل وی در زمان شاه بودم) در منزلش به من گفت تو وکالت سعادتی را بپذیر چون این یک اختلاف سیاسی بین جمهوری اسلامی و سازمان مجاهدین خلق است و سعادتی قربانی این اختلاف سیاسی است.»
وی می‌افزاید: «در ملاقات‌هایی هم که من با سعادتی می‌کردم اون به‌طور کلی این اتهام جاسوسی را رد می‌کرد و می‌گفت کسی که خودش را به اسم خبرنگار به سعادتی معرفی کرده و می‌خواسته یک مقدار اطلاعات به آن‌ها بدهد در ارتباط با به قول خودشون مأموران سیا در ایران و به این اعتبار سعادتی از طرف رهبری سازمان مجاهدین مأموریت پیدا می‌کند با این خبرنگار روس تماس بگیرد و هیچ‌گونه اطلاعاتی هم تا زمان رد و بدل نشده بود. من هرگز نتوانستم پرونده سعادتی را ببینم. چه در زمان دادستانی آذری قمی و چه در زمان دادستانی اسدالله لاجوردی هر بار که رجوع می‌کردم همیشه بهانه می‌آوردند و مانع از این می‌شدند که من پرونده را بخوانم و بالاخره هم من بر اساس صحبت‌هایی که با سعادتی کردم یا مسائلی که در روزنامه‌ها بود، مدافعات خود را تنظیم کردم و به دادگاه فرستادم. من از طریق یکی از دوستانم که اون موقع سفیر الجزایر در ایران بود و آن موقع به دلیل میانجی گری و امضای قرارداد الجزایر بین ایران و آمریکا در پرونده گروگان‌ها قدرت زیادی داشت ،(اقدام کردم) و با تلاش‌ها و کوشش‌هایی که اون کرد و گفتگوهایی که با سید محمد حسینی بهشتی رئیس دیوان عالی کشور و بالاترین مقام قضایی وقت جمهوری اسلامی داشت، بهشتی را متقاعد کرده بود که به هر حال این‌طور به جنگ سیاسی علنی با رهبری مجاهدین نروند و سعادتی را به ۱۰ سال زندان محکوم کردند ولی در سال بعد (۱۳۶۰) و پس از ماجرای انفجار حزب جمهوری اسلامی و در روزهایی که متأسفانه هر روز ۳۰–۴۰ نفر را در زندان اوین اعدام می‌کردند، اسدالله لاجوردی که کینه شخصی با مجاهدین و سعادتی داشت، بعد از ترور محمد کچویی رئیس زندان اوین، برای محمد رضا سعادتی پرونده مجددی درست کرد و به اتهام اینکه سعادتی در این ترور دست داشته، وی را محاکمه و اعدام کردند.»
مصطفی تاج‌زاده در مصاحبه با روزنامه شرق می‌گوید:
"… سعادتی به جرم جاسوسی دستگیر شد و به چند سال زندان محکوم شد. اما پس از شهادت محمد کچویی در زندان مشخص شد که فردی که کچویی را ترور کرده یعنی آقای کاظم افجه‌ای از طریق سعادتی جذب سازمان شده و این ترور را صورت داده بود. منتها نکته مهم این بود که سعادتی… مخالف مشی مسلحانه بود… و نباید وارد فاز مسلحانه شد.
... تز رجایی این بود که با زنده ماندن سعادتی می‌توان در سازمان خط فعالیت سیاسی را به جای فاز نظامی تقویت کرد یا باعث ایجاد انشعابی در سازمان شد که بعدها به سوی فعالیت مسلحانه سوق داده نشوند و معتقد بود اگر چنین اتفاقی بیفتد برای ما مقابله سیاسی با مجاهدین خلق در درازمدت بهتر از وارد شدن به فاز مسلحانه و فعالیت غیرقانونی سازمان است.
وقتی محمدعلی رجایی شنید که می‌خواهند سعادتی را اعدام کنند تلاش زیادی کرد که جلوی اعدام را بگیرد تا به تأخیر بیندازند تا مسئله را در سطح بالاتر بررسی کنند. ظاهراً مسئول مربوطه [لاجوردی] می‌دانست که در موضع بالاتر ممکن است مانع اعدام شوند، تا وقتی سعادتی اعدام نشد جواب تلفن رجایی را نداد. با اعدام سعادتی وصیت‌نامه معتبرش نیز از سوی مخالفان به عنوان اینکه ساختگی است کارکرد خود را از دست داد. در صورتی که وی حداقل کاری که می‌توانست بکند این بود که افرادی نظیر مهندس بازرگان و  عزت‌الله سحابی را دعوت کند تا سعادتی خودش وصیتنامه اش را در اختیار اینها بگذارد که در سازمان مورد بحث واقع شود و بتواند تأثیرگذار باشد.
او در مصاحبه با مجله چشم‌انداز ایران نیز گفته‌است:
«در صورت عدم اعدام سعادتی، ممکن بود برخی انفجارها و ترورها که متقابلاً خشونت‌هایی را از طرف مقابل در پی داشت، ایجاد نشود. البته عده‌ای از صاحب‌نظران معتقدند به علت هژمونی رهبری، انسجام تشکیلاتی و اندیشه و مشی رجوی، انشعاب در مجاهدین خلق منتفی بود؛ ولی چون این مسیر طی نشد، هیچ‌یک از دو ادعا قابل اثبات نیست.»
سعید حجاریان و بهزاد نبوی نیز در مصاحبه‌هایی این فرضیه را مطرح کرده‌اند که سعادتی در پی مخالفت با مشی مسلحانه سازمان بود و با حفظ او می‌شد از خشونت‌های بعد جلوگیری کرد.
حجاریان در گفتگو با نشریه نگاه نو، می‌گوید که لاجوردی خود بدون تشکیل دادگاه، سعادتی را اعدام نموده‌است. البته حسین موسوی تبریزی رئیس دادگاه اول سعادتی دربارهٔ اعدام وی می‌گوید: «گویا حکم اعدام سعادتی را آیت‌الله محمدی گیلانی صادر کردند.»